# Hans-Werner Senfft

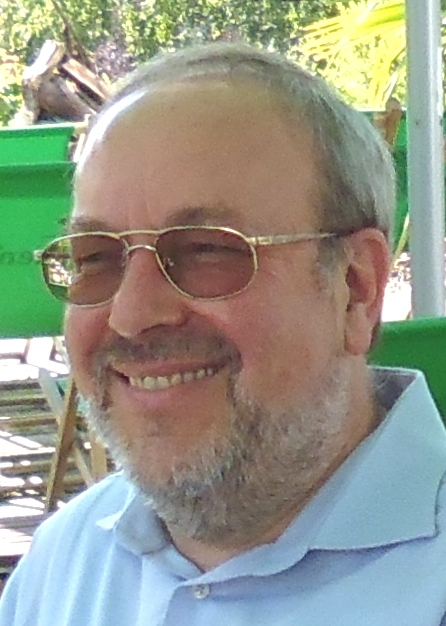
Hans-Werner Senfft – Sommer 2014

Hans-Werner Senfft (* 3. Juni 1954 in Warendorf) ist ein deutscher Politiker. Er war vom 3. April 1985 bis zum 18. Februar 1987 Abgeordneter des Deutschen Bundestages. Er wurde über die Landesliste der Partei Bündnis 90/Die Grünen (Grüne) in Nordrhein-Westfalen gewählt und rückte für Dieter Drabiniok ins Parlament nach.

## Leben
Senfft besuchte die Realschule, nach deren Abschluss er von 1970 bis 1973 eine Ausbildung zum Reisebürokaufmann machte. Danach ging er auf die Fachoberschule für Wirtschaft und leistete seinen Grundwehrdienst ab. Wieder zurückgekehrt begann er 1975 ein Studium der Betriebswirtschaft und der Psychologie, welches er 1979 ohne Abschluss abbrach. Er wurde Vertriebsbeauftragter und engagierte sich beim Bundesverband Bürgerinitiativen Umweltschutz. Er wurde Mitglied der Gewerkschaft Handel, Banken und Versicherungen und des Deutschen Bundes für Vogelschutz, dem Vorgänger des Naturschutzbundes Deutschland (NABU).
1986 gehörte Senfft zu den Gründungsmitgliedern des ökologisch ausgerichteten Verkehrsclub Deutschland (VCD), war zeitweilig dessen Vorsitzender und als Geschäftsführer der VCD Umwelt + Verkehr Service GmbH sowie der fairkehr-Verlagsgesellschaft mbH tätig.
Von 1993 bis 2019 war er Leiter des Fundraising der von Bodelschwinghschen Stiftungen Bethel. In dieser Zeit verdreifachte sich das jährliche Spendenaufkommen und es wurden über eine dreiviertel Milliarde Euro eingeworben.

## Politik
Erste überregionale politische Beachtung fand Hans-Werner Senfft mit 1979 von ihm initiierten und erfolgreichen Großdemonstrationen gegen den geplanten Regionalflughafen Bielefeld (Nagelsholz) mit Tausenden von Teilnehmern, womit letztlich auch die anschließende intensivere ökologischen Mobilisierung und Politisierung der Landwirte in Verbindung gebracht wird. Als engagierter Umweltschützer war er Gründungsmitglied der neuen Partei Die Grünen. Nach dem Einzug der Grünen in den Bundestag 1983 verständigte man sich darauf, nach der Hälfte der Periode zurückzutreten, um einem anderen Abgeordneten den Einzug in den Bundestag zu ermöglichen. Auf diese Weise trat Senfft ins Parlament ein, er rückte für Dieter Drabiniok nach. Senfft war in seiner kurzen Zeit als Abgeordneter ordentliches Mitglied des Ausschusses für Verkehr.

## Schriften
- Hans-Werner Senfft, Volker Hinz, Christiane Meise, Klaus Hofemeier, Mario Leisle: Gute Jahre – Das Magazin zum Älterwerden. v. Bodelschwinghsche Stiftungen Bethel, Bielefeld 2010 ISBN 978-3-00-030328-9
- Hans-Werner Senfft, Volker Hinz, Klaus Hofemeier, Christiane Meise: Gute Jahre – Der Ratgeber zum Älterwerden. v. Bodelschwinghsche Stiftungen Bethel, Bielefeld 2011 ISBN 978-3-00-034645-3